# Weronika Pyzik
Weronika Matuszczak z domu Pyzik (ur. 14 maja 1996) – polska lekkoatletka specjalizująca się w biegach długodystansowych.
Brązowa medalistka Mistrzostw Europy w Biegach Przełajowych 2018 w biegu młodzieżowców (do lat 23). Wielokrotna finalistka mistrzostw Dywizji I NCAA. Wielokrotna medalistka mistrzostw Polski w kategoriach juniorskich i młodzieżowych.
Rekordzistka Polski w kategorii młodzieżowców (U23) w biegu na 10 000 metrów (32:37,89 w 2018).

## Osiągnięcia
| Rok  | Impreza                                   | Miejsce   | Konkurencja         | Lokata      | Wynik    |
| ---- | ----------------------------------------- | --------- | ------------------- | ----------- | -------- |
| 2015 | Mistrzostwa świata w biegach przełajowych | Guiyang   | bieg juniorek       | 85. miejsce | 24:14    |
| 2017 | Młodzieżowe mistrzostwa Europy            | Bydgoszcz | bieg na 5000 metrów | 6. miejsce  | 16:15,84 |
| 2018 | Mistrzostwa Europy w biegach przełajowych | Tilburg   | bieg młodzieżowców  | 3. miejsce  | 20:46    |